# 나카지마코엔도리 정류장
나카지마코엔도리 정류장(일본어: 中島公園通停留場, なかじまこうえんどおりていりゅうじょう)은 일본 홋카이도 삿포로시 주오구에 위치한 삿포로 시 교통국(삿포로 시영 전차) 야마하나 선의 정류장이다. 정류장 번호는 SC19이다. 야마하나 선을 통해 니시 7초메도리로, 미나미11조도리와의 교차점(미나미11조니시 6초메)에 위치한다.
전차 나카지마 선의 폐지(1948년)로, 지하철 난보쿠 선의 개통 전까지는 여기가 나카지마 공원의 입구였다.

## 정류장 구조
2면 2선의 대향식 교차점을 사이로 남쪽에 스스키노 방면, 북쪽에 니시 4초메 방면 승강장이 있고 안전 지대가 설치되어 있다.

## 정류장 주변
- 삿포로 미나미주조 우체국
- 나카지마 공원
- 호헤이칸
- 삿포로 콘서트 홀 Kitara
- 삿포로 시립 나카지마 중학교
- 스트로베리콘즈 교케이도리점

## 역사
- 1923년 8월 25일: "기스네코지"의 명칭으로 정류장 개업.
- 1923년 ~ 1925년 사이: "고엔도리"로 변경.
- 1941년 12월 1일: 폐지.
- 1948년 7월 31일: 재개.
- 1949년 6월 8일: "나카지마코엔도리"로 변경.
- 2015년 4월 1일: 정류장 번호 설정.

## 인접역
| 삿포로 시 교통국 ● 삿포로 시영 전차 야마하나 선 | 삿포로 시 교통국 ● 삿포로 시영 전차 야마하나 선 | 삿포로 시 교통국 ● 삿포로 시영 전차 야마하나 선 |
| ----------------------------------------------- | ----------------------------------------------- | ----------------------------------------------- |
| SC18 교케이도리 외선 순환                       | 시영 전철 운행 계통                             | SC20 야마하나9조 내선 순환                      |